# TuS Lipine
TuS Lipine was een Duitse-Poolse voetbalclub uit Lipine, dat toen nog een zelfstandige gemeente was (later werd het Poolse stadsdeel Lipiny onderdeel van de stad Świętochłowice).

## Geschiedenis
Rond 1907/08 richtten studenten van het Gymnasium de Spielvereinigung Lipiner Gymnasiasten op. De club met rond de zestig leden speelde op een terrein langs de evangelische kerk. De leden betaalden elke maand 50 penning voor benodigdheden. De club was niet aangesloten bij een voetbalbond.

### Silesia Lipine
In 1910 ontstond uit de club een echte voetbalclub, Silesia Lipine. De club sloot zich aan bij de Zuidoost-Duitse voetbalbond en bij de eerste vermelding van de club in het jaarboek van de DFB telde de club 48 leden. De club werd gesteund door de gemeente die tussen Lipine en Chropaczow een speelterrein liet aanleggen. Ook de Turnverein 1883 Lipine werd actief op dit terrein. Joseph Debernitz, die doelman was bij de club, werd in 1913 voorzitter van de club en zou dit tot 1945 blijven. Na de Eerste Wereldoorlog telde de club vijf seniorenelftallen en zes jeugdelftallen.

### Naprzod Lipiny
In 1920 werd in Lipine een Poolse club opgericht Naprzod Lipiny (Vorwärts Lipine). Twee jaar later moest Duitsland gebieden van Opper-Silezië afstaan aan Polen als een gevolg van de Tweede Wereldoorlog. Onder druk moest Silesia fusioneren met Naprzod en ondanks dat twee derde van de fusieclub Duits was bleef de club de naam Naprzod behouden. Joseph Debernitz stond opnieuw in het doel en bleef tot 1930 bij de club toen hij deze om politieke redenen verliet. Hij ging naar de nog steeds bestaande Turnverein Lipine, die echter niet in het voetbal actief was.
De club maakte enkele keren kans om te promoveren naar de Poolse hoogste klasse, maar slaagde hier nooit in. De club was wel in heel polen bekend omdat ze drie spelers voortbrachten die in het nationale elftal speelden. Ryszard Piec speelde zelfs op het WK in 1938 in de legendarische wedstrijd tegen Brazilië die met 5-6 verloren werd.

### TuS Lipine
Na de invasie van de Duitsers in september 1939 werd Lipiny opnieuw Duits. Naprzod werd door de Duitse bezetter ontbonden. Silesia Lipine werd nieuw leven ingeblazen, maar de naam Silesia beviel de nazi's niet omdat ze herinnerden aan het verlies van de Eerste Wereldoorlog. In oktober 1939 werd dan de naam TuS Lipine aangenomen.
TuS was ook een verderzetting van Turnverein Lipine dat in de jaren dertig de boeken moest neerleggen nadat de Poolse overheid het voor hen bijna onmogelijk maakte om nog verder te gaan. Joseph Debernitz werd opnieuw voorzitter.
De club promoveerde in 1941 naar de Gauliga Oberschlesien, de hoogste klasse. TuS werd vierde op tien clubs en had dat voor een groot deel te danken aan de Poolse spelers die nog steeds bij de club speelden. Om bij de club te kunnen spelen moesten de spelers wel aan de 2de categorie van de Deutsche Volksliste voldoen, Duitse voorvaderen hebben. Dit was niet gemakkelijk omdat de meeste Polen geen Duits spraken, maar Joseph Debernitz ging naar Kattowitz om de formaliteiten in te vullen. In 1942/43 werd de club vicekampioen achter Germania Königshütte en in de Tschammerpokal versloeg de club onder andere Breslauer SpVgg 02, LSV Adler Berlin en SpVgg Blau-Weiß Berlin en bereikte de halve finale, waarin ze met 6-0 verloren van TSV 1860 München. Het volgende seizoen eindigde de club samen met Germania Königshütte en Bismarckhütter SV 99 op de eerste plaats in de competitie. Er werd een eindronde gespeeld met de drie clubs, die door Königshütte gewonnen werd. Het volgende seizoen werd door de verwikkelingen in de Tweede Wereldoorlog niet meer afgemaakt.

### Naoorlogse geschiedenis
Na de oorlog werd de naam opnieuw gewijzigd in Naprzod en later in Stal-Naprzod. In 1965 fusioneerde de club met Czarni Chropaczow en werd Naprzod-Czarni Swietochlowice. Lipine was inmiddels een stadsdeel van Swietochlowice. In 1969 werd de naam gewijzigd in SKS Naprzod Swietochlowice.